# Solweig Rediger-Lizlow
Solweig R.Lizlow, née le 27 mai 1991 à Levallois-Perret, est un mannequin, actrice et animatrice de télévision française.

## Carrière

### Mannequinat
Solweig Yseult Rediger-Lizlov débute en tant que mannequin à l'âge de 15 ans.
Elle parcourt le monde entier, travaillant notamment pour les marques Coca-Cola, L'Oréal, Nintendo, Jean-Louis David, Ubisoft, Clio Goldbrenner, Charlotte Martyr, Jimmy Fairly, Brooklyn We Go Hard, Edelweiss, PUPA, Mal-aimé, Baglerina, Helena Rubinstein, et pour l'Hôtel du Collectionneur. Elle collabore aussi avec de grandes marques de couture telles que Carolina Herrera, Thierry Mugler, Calvin Klein, Oscar de la Renta, Prada et Miu Miu, et participe même à des défilés de mode pour Castelbajac.

### Animatrice de télévision
Elle devient en 2011 la nouvelle « Miss météo » de la chaîne française Canal+ dans l'émission Le Grand Journal, en remplacement de Charlotte Le Bon. Au cours de son année d'exercice, ses prestations suscitent des réactions très mitigées de la plupart des commentateurs et des journaux. La Provence la juge « décidément pas drôle », 7 sur 7 et Ohmymag considèrent que ses sketchs « tombent à plat », tandis que PurePeople la trouve « peu convaincante ». L'Express affirme même qu'elle « en a agacé plus d'un ». En revanche, d'autres la complimentent pour « ses formes de rêve », pour ses « tenues sophistiquées et raffinées », ou encore pour ses habits sexy, notamment lorsqu'elle se déguise en Cicciolina vêtue d'une robe bustier très courte avec un tutu, ou lorsqu'elle s'habille en lingerie, corset et porte-jarretelles à l'occasion de l’anniversaire de Nicole Kidman ; ou encore lorsqu'elle rend hommage à Serge Gainsbourg et à Brigitte Bardot en déclamant les prévisions météo sur l'air de Harley Davidson perchée sur une moto et vêtue d'une tenue moulante en cuir et de cuissardes à talons aiguilles, une prestation décrite par Télé-Loisirs et Tendance Ouest comme « sexy, mais ridicule »,, PurePeople ajoutant que « la Miss arrive à compenser la gêne par son sex-appeal ». Sa rubrique météo du 8 juin 2012 est particulièrement relayée dans les médias et suscite des articles de plusieurs journaux en raison de sa chute lors de son entrée sur scène, causée par ses talons vertigineux,,.
Le 18 juin 2012, elle annonce qu'elle ne sera plus présente pour la « saison 9 » de l'émission. Elle est remplacée par Doria Tillier. En novembre 2013, Solweig Rediger-Lizlow revient dans un entretien sur le magazine en ligne Beware sur cette expérience au Grand Journal, la décrivant comme une année « entre censure permanente et humiliation ». Elle décrit ses collègues comme « des gens hautains et dédaigneux de la classe sociale qu'ils jugeaient inférieure à eux », l'émission n'étant « qu'un tissu de mensonges ».

### Télévision
- 2011 : Le Monde à ses pieds de Christian Faure : Éva

### Autres apparitions
Elle apparaît dans le clip Corporate Occult écrit et réalisé par Cédric Blaisbois, lequel est d'ailleurs son mari depuis l'été 2011, pour le groupe Huoratron.
2021
- The Lunatic Express - Writer and Director - Film (120 m, Color to Première in Paris, France November 16th 2021) in collaboration with Massimilian Breeder.
- The Living Thing - Documentaries and Vlogs - TheLivingThing

2020
- RI'ZISTENS: Music Project - in collaboration with Massimilian Breeder

Elle apparaît aussi dans :
- Dance - Saul Williams ;
- Pub pour Carolina Herrera ;
- Flesh M. Flash ;
- Pub pour Publicis ;
- Je suis à la mode ;
- Poison
- Raveyards - Together We Play
- BWGH
- Elleadore Serie
- Avec le D.J. The Toxic Avenger dans Bad Girls Need Love Too ;
- Défilés de mode pour Castelbajac.

Elle tient le rôle principal en 2013 dans le court métrage de Silk Bistini Othell'a.

## Vie privée
Solweig Rediger-Lizlow a des origines belge et russe.
Elle s'est mariée à Cédric Blaisbois, réalisateur de clips vidéo et de publicités. Ils divorcent en 2013.
Elle vit un temps aux États-Unis pour y poursuivre sa carrière de mannequin.
Elle partage sa vie depuis 2014 avec l'artiste italien Massimiliano Breeder. Ils parcourent le monde ensemble, et partage leur aventure sous forme de vlogs et films documentaires.
En août 2018, elle publie sur Internet un message dans lequel elle déclare avoir dû quitter les États-Unis deux ans plus tôt en raison du non-renouvellement de son visa, se dit à court d'argent et lance un appel aux dons d'une hauteur de près de 10 000 euros via GoFundMe,. Sa campagne de financement participatif atteint 8 000 € mais pas l'intégralité de la somme demandée.
En 2020, elle lance sa propre marque, Laboratori, en tant que designer et CEO[réf. nécessaire].
En mai 2022, elle annonce sur son compte Instagram la naissance de sa fille, appelée Jimi-Roz.